# Golden Globe Foundation
Golden Globe Foundation – amerykańska organizacja non-profit, będąca następczynią Hollywoodzkiego Stowarzyszenia Prasy Zagranicznej (HFPA), które wcześniej było właścicielem i zarządcą ceremonii wręczenia Złotych Globów.
Same nagrody należą obecnie do Dick Clark Productions (DCP) i są przez nią zarządzane po rozwiązaniu HFPA 12 czerwca 2023 – w wyniku rozwiązania HFPA sprzedała wszystkie swoje aktywa i własność intelektualną DCP i zmieniła nazwę na Golden Globe Foundation. Fundacja jest obecnie finansowana z dochodów z tej sprzedaży. Stanowisko prezesa organizacji piastuje Henry Arnaud.
Fundacja z siedzibą w West Hollywood w Kalifornii jest zarządzana przez 9 członków zarządu i 3 pracowników. W 2024 liczyła 65 członków.
W styczniu 2024 fundacja ogłosiła przyznanie grantów w wysokości 5 milionów dolarów 96 organizacjom działającym na rzecz społeczności, uniwersytetów i szkół wyższych znajdujących się w trudnej sytuacji, a także na projekty renowacji filmów oraz wspieranie dziennikarzy na całym świecie. Dotacje przyznano w kilku kategoriach. Obejmowały one m.in. programy mentoringu zawodowego i szkoleń, promowanie wymiany kulturalnej poprzez film, projekty specjalne, takie jak lokalne działania artystyczne i pomoc społeczna, a także programy mentoringowe. Fundacja ogłosiła przyznanie dotacji 83 organizacjom non-profit w grudniu 2024.

## Członkowie
Pierwotny skład stowarzyszenia stanowili byli członkowie Hollywoodzkiego Stowarzyszenia Prasy Zagranicznej. W grudniu 2023 64 byłych członków HFPA zagroziło wstrzymaniem swoich głosów po tym, jak poinformowano ich, że nie otrzymają biletów na ceremonię wręczenia Złotych Globów.
W lutym 2025 byli członkowie HFPA zostali poinformowani, że nie będą już otrzymywać corocznej płatności w wysokości 75 tys. dolarów od właścicieli Złotych Globów. Dotyczyło to 50 członków z prawem głosu – podgrupy nowego, 300-osobowego gremium z prawem głosu, które znacznie się rozrosło po rozwiązaniu HFPA.